# Trojizka-Platz
Der Trojizka-Platz (russisch Троицкая площадь Troyzkaja ploschtschad, ukrainisch Троїцька площа Trojizka ploschtscha; dabei steht Troyzkaja/Trojizka für Dreifaltigkeits- und ploschtschad/ploschtscha für Platz) ist ein Platz in der ukrainischen Hauptstadt Kiew. Der im Rajon Petschersk im Stadtviertel Nowoje Strojenije gelegene Platz wird von der Fiskultura-Straße, der Bolschaja Wassylkowskaja-Straße, der Schyljanskaja-Straße und dem Olympiastadion begrenzt.

## Geschichte
Der Platz entstand in der Mitte des 19. Jahrhunderts mit der Erweiterung der Stadt nach Süden. 1869 erhielt er den Namen Lybidskaja-Platz. Nach dem Bau der Dreifaltigkeitskirche wurde er allgemein Troizkaja-Platz genannt, ohne das eine offizielle Namensänderung erfolgte. Zu Zeiten der Sowjetunion blieb der Platz auf Stadtplänen meist namenlos.
Zu Beginn des 20. Jahrhunderts wurden auf dem Platz Ausstellungen und Jahrmärkte veranstaltet, so z. B. die Allrussische Industrie- und Landwirtschaftsausstellung 1913. 1901/02 entstand am Platz das Dreifaltigkeits-Volkshaus, das jetzige Staatliche Operettentheater. Ab 1941 diente der Platz als Vorplatz des neuerbauten Stadions.
1981 wurde direkt am Platz der U-Bahnhof „Republikanisches Stadion“ der Linie 2 der Kiewer Metro eröffnet. 1987 eröffnete am Platz das Kiewer Planetarium. Langjähriger Direktor des mit einem Zeiss-IV-Projektor ausgestatteten Planetariums war Klym Tschurjumow. Dominante des Platzes ist das 1989 eröffnete Hotel Sport, mit zwanzig Stockwerken damals das höchste Gebäude Kiews.
Der Platz dient nur dem Fußgängerverkehr, erschlossen wird er durch die Bolschaja Wassylkowskaja-Straße und den U-Bahnhof.
2018 wurde der Platz offiziell in Troizkaja-Platz umbenannt. Er hat bei einer Länge von 130 m und einer Breite von 72 m eine Fläche von ungefähr 11.500 m².

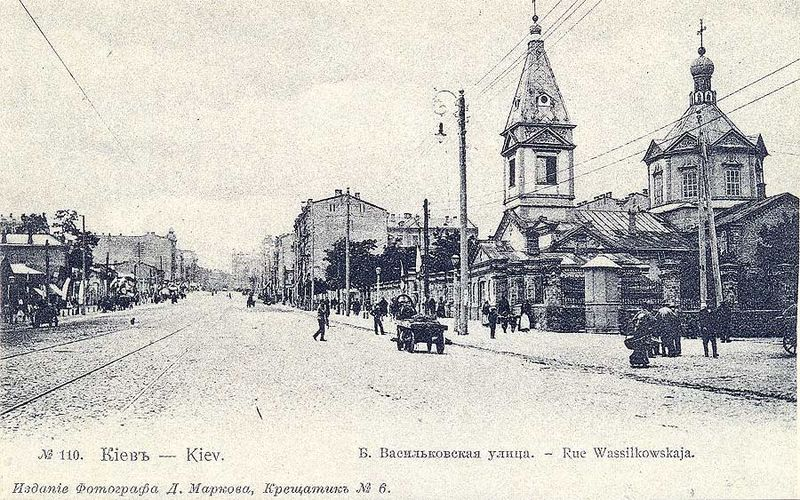
Dreifaltigkeitskirche, Anfang 20. Jahrhundert
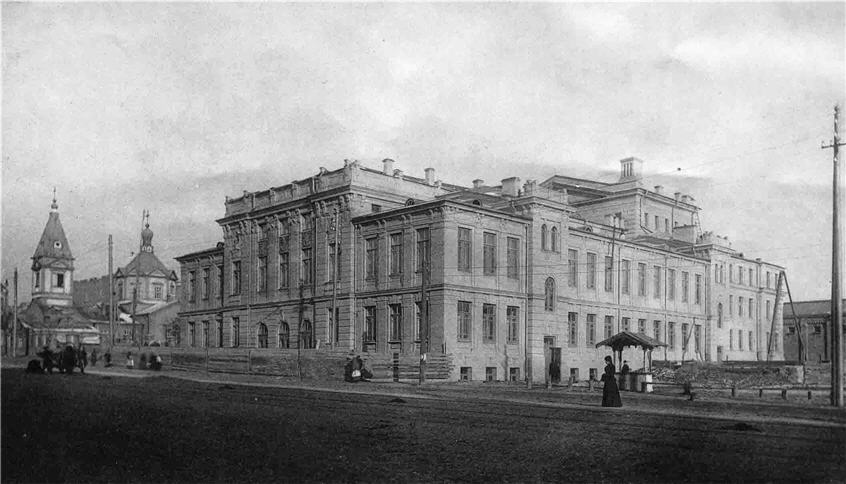
Dreifaltigkeits-Volkshaus
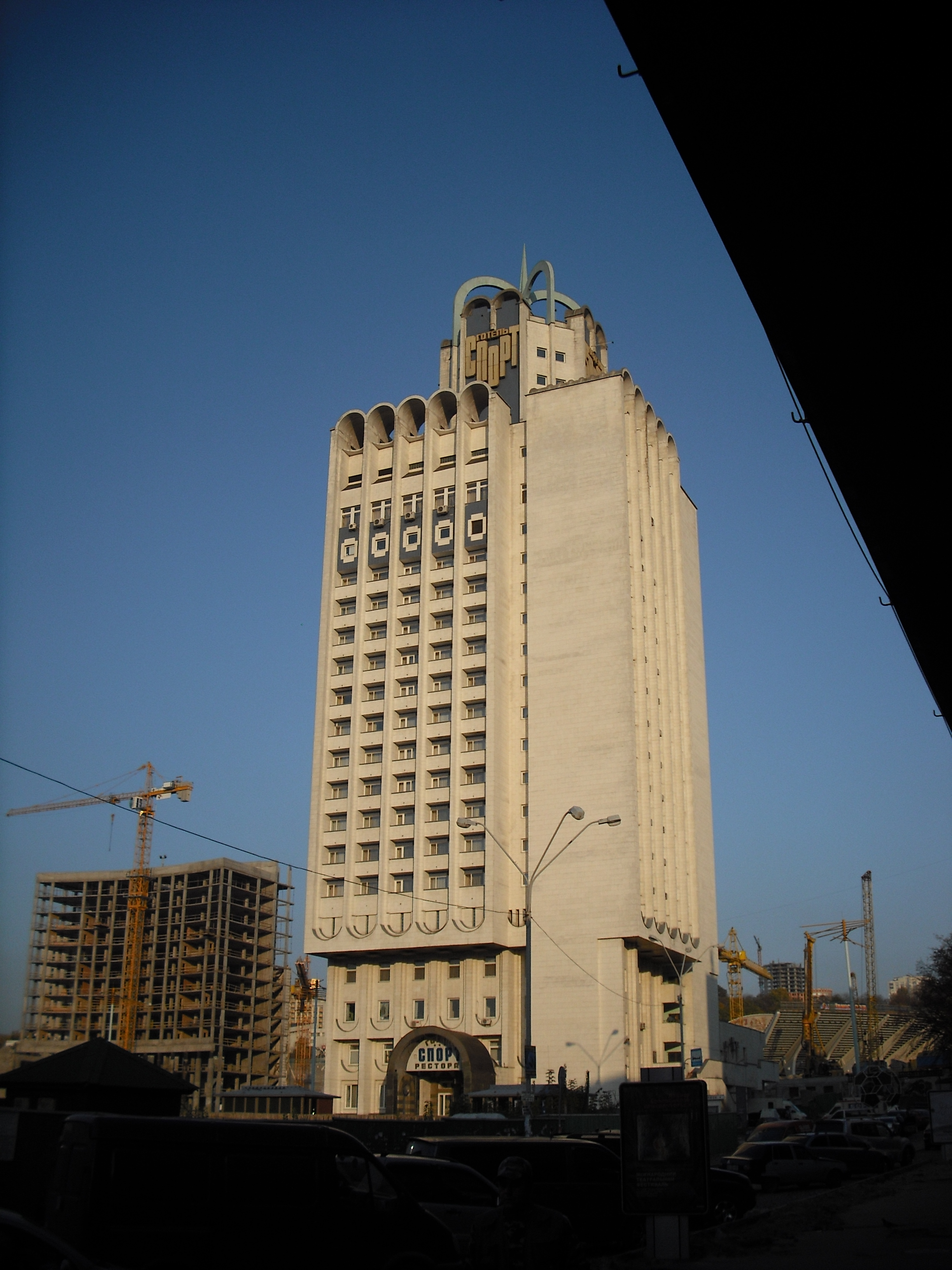
Hotel Sport vor der Rekonstruktion
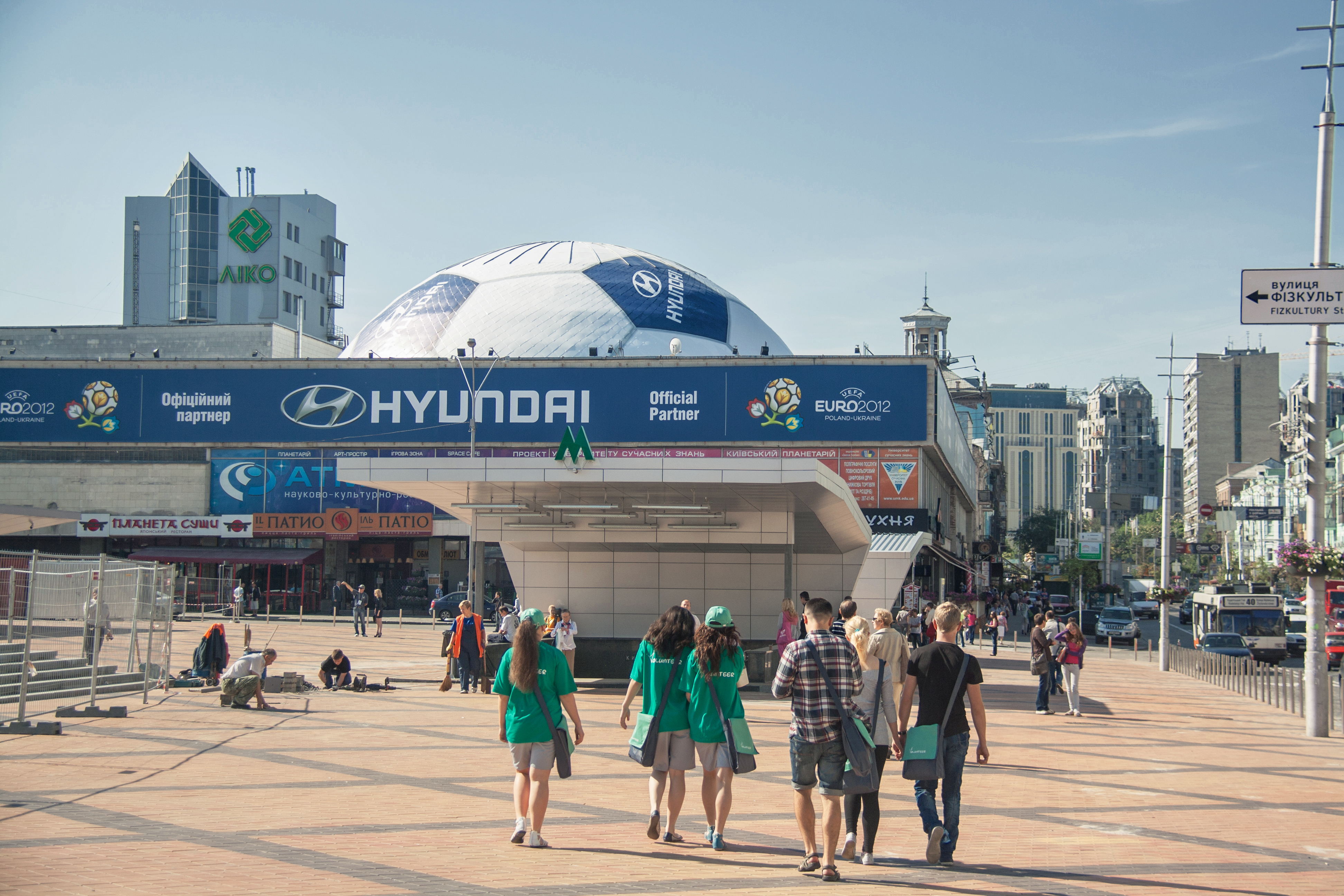
Planetarium während der Euro 2012
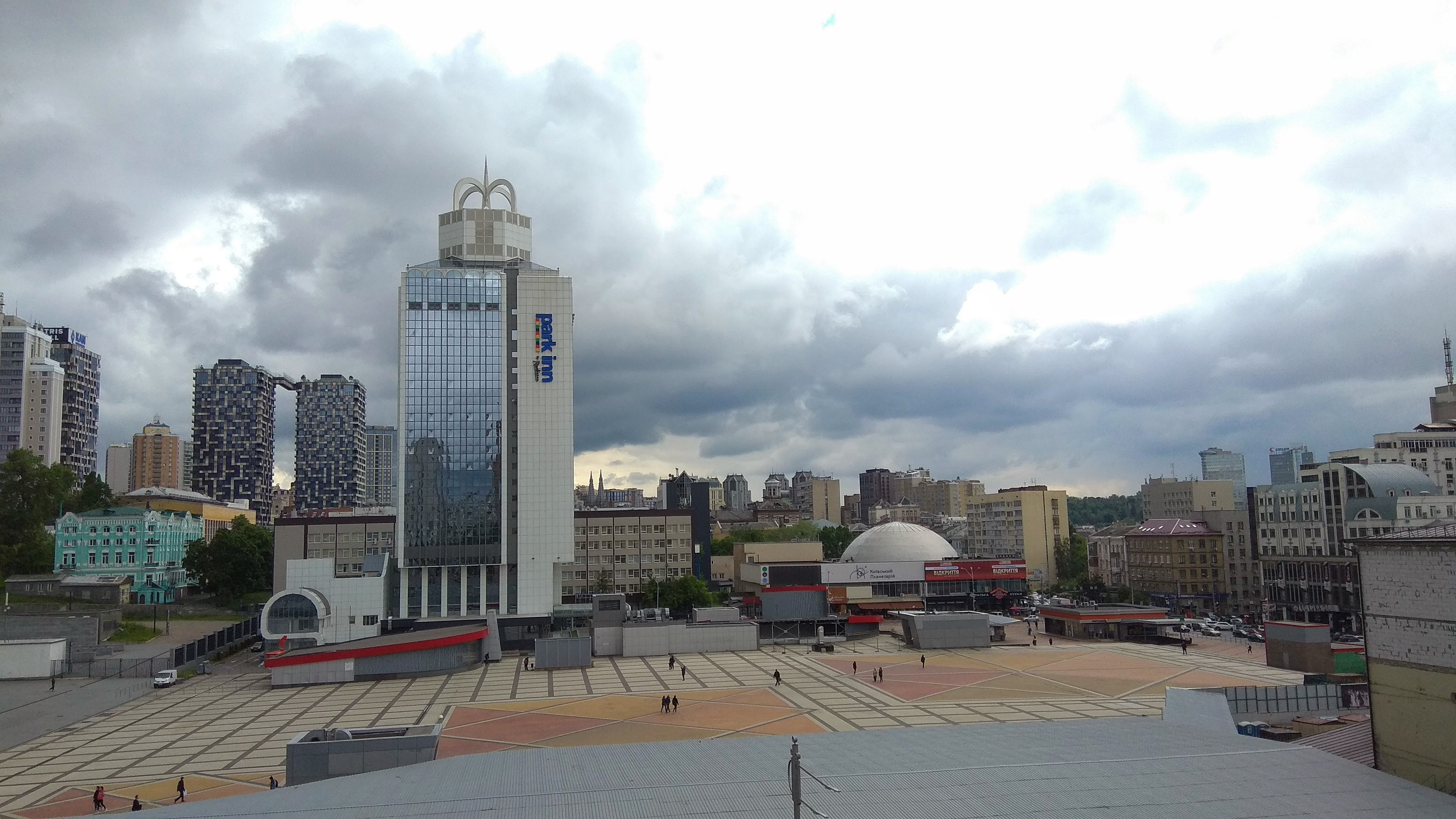
Platz mit dem Hotel links und dem Planetarium rechts